# Catherine Tofts
Catherine Tofts ou Katherine Tofts (vers 1685–1756) est la première chanteuse anglaise à chanter de l'opéra italien en Angleterre et la première star lyrique dans ce pays.

## Biographie
Tofts commence sa carrière comme soprano de concert en 1703 et rejoint la liste des sopranos principales au Theatre Royal, Drury Lane en 1704. À cette époque, la concurrence entre Tofts et Margherita de l'Epine, également sous contrat avec Drury Lane, est redoutable et pouvait prendre des aspects violents, par exemple lorsque Lofts a recours à une claque pour nuire au succès de sa rivale. Peut-être pour illustrer cette célèbre rivalité, Marco Ricci peint L'Épine dos à Tofts, dans la composition Répétition d'un opéra (vers 1709).  
Tofts domine la scène anglaise du début du XVIIIe siècle et ses cachets sont considérables : en 1706, elle renégocie son contrat en obtenant environ 17£ par représentation, payables d'avance. Elle chante, avec grand succès, la reine Elinor dans Rosamond (1707), Cleora dans Thomyris (1707), Licisca dans Love's Triumph (1708), Deidamia dans Pirro e Demetrio (1708) et Isabella dans Clotilda (1709).  
Tofts quitte la scène londonienne en 1709 et épouse Joseph Smith, consul anglais à Venise où elle se produit encore occasionnellement. Elle est toutefois éclipsée à Venise par le succès de Margherita Durastanti. Avec son mari, Tofts a un fils qui meurt alors qu'il est encore enfant et Catherine devient malade mentalement. Elle meurt en 1756.